# Yuan Aijun
Yuan Aijun (en chino: 袁爱军; Taizhou, 7 de abril de 1977) es un deportista chino que compitió en halterofilia.
Ganó una medalla de plata en el Campeonato Mundial de Halterofilia de 2003, en la categoría de 85 kg. Participó en los Juegos Olímpicos de Atenas 2004, ocupando el quinto lugar en la misma categoría.

## Palmarés internacional
| Campeonato Mundial | Campeonato Mundial | Campeonato Mundial | Campeonato Mundial |
| Año                | Lugar              | Medalla            | Categoría          |
| ------------------ | ------------------ | ------------------ | ------------------ |
| 2003               | Vancouver (Canadá) | Medalla de plata   | 85 kg              |